# Mogyoróvaj Sólyom
A Mogyoróvaj Sólyom (eredeti cím: The Peanut Butter Falcon) 2019-ben bemutatott amerikai dramedy, amelynek rendezői Tyler Nilson és Michael Schwartz. A főszerepben Shia LaBeouf, Zack Gottsagen, Dakota Johnson, Bruce Dern, Jon Bernthal és Thomas Haden Church látható. A filmet 2019. március 9-én mutatták be a South by Southwest fesztiválon, ezután a Roadside Attractions megszerezte a vetítési jogokat, és 2019. augusztus 9.-én a mozikban is megjelentette. A film 23 millió dolláros bevételt hozott, és pozitív kritikákban részesült.

## Cselekmény
Egy Down-szindrómás férfi elszökik egy szanatóriumból, hogy megvalósíthassa az álmát, miszerint pankrátor legyen. Később találkozik egy törvényenkívülivel, aki a barátja és edzője lesz.

## Szereplők
| Szerep             | Színész             | Magyar hang       |
| ------------------ | ------------------- | ----------------- |
| Tyler              | Shia LaBeouf        | Hamvas Dániel     |
| Zak                | Zack Gottsagen      | Baráth István     |
| Eleanor            | Dakota Johnson      | Földes Eszter     |
| Carl               | Bruce Dern          | Szersén Gyula     |
| Mark               | Jon Bernthal        | nem szólal meg    |
| Clint              | Thomas Haden Church | Schneider Zoltán  |
| Salt Water Redneck | Thomas Haden Church | Schneider Zoltán  |
| Duncan             | John Hawkes         | Welker Gábor      |
| Ratboy             | Yelawolf            | Karácsonyi Zoltán |
| Sam                | Jake Roberts        | Szabó Endre       |
| Jacob              | Mick Foley          | Törköly Levente   |
| Vak Jasper John    | Wayne Dehart        | Rosta Sándor      |
| Glen               | Lee Spencer         | Holl Nándor       |

### Magyar változat
- Magyar szöveg: Moduna Zsuzsa
- Hangmérnök: Salgai Róbert
- Vágó: Házi Sándor
- Gyártásvezető: Bogdán Anikó
- Szinkronrendező: Molnár Ilona
- Produkciós vezető: Marjay Szabina

A szinkront az SDI Media Hungary készítette el.

## Háttér
A film a Huckleberry Finn-történet modern változata. Nilson és Schwartz 2011-ben, egy sérült színészeknek szóló táborban találkoztak Gottsagennel, ő pedig érdeklődését fejezte ki egy közös film iránt. Miután készítettek egy tesztvideót, a páros megkapta a kellő pénzt a film elkészítéséhez. 2017 júniusában Shia LaBeouf, Dakota Johnson és Bruce Dern csatlakoztak a stábhoz. 2017 júliusában kezdődött meg a forgatás, Georgia államban. E hónapban John Hawkes, Jon Bernthal és Thomas Haden Church csatlakozott a szereplőgárdához, majd Mick Foley és Jake Roberts pankrátorok, illetve Yelawolf rapper is csatlakoztak a filmhez.

## Zene
A film zenéje a bluegrass, a folk és a spirituális zene műfajokba sorolható.

## Fogadtatás
A film pozitív kritikákat kapott. A Rotten Tomatoes oldalán 95%-ot ért el 220 kritika alapján, míg a Metacritic honlapján 70 pontot szerzett a százból, 28 kritika alapján.
A Variety magazin kritikusa, Peter Debruge dicsérte a színészi játékot. A The Hollywood Reporter kritikusa, Sheri Linden szintén pozitívan értékelte.